# عقيدة دراغو

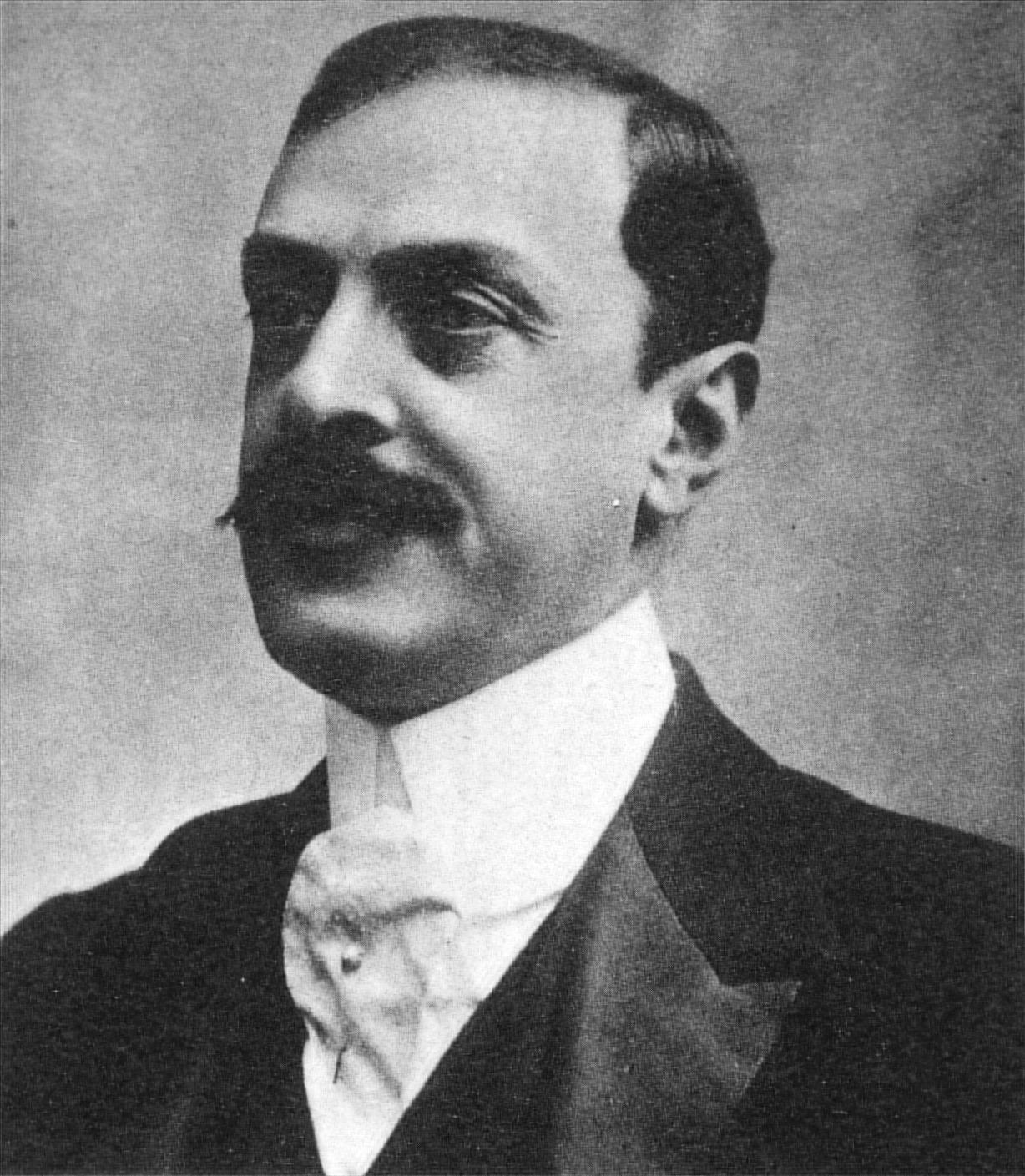
لويس ماريا دراغو

أُعلن مبدأ دراغو عام 1902 من قِبل وزير الخارجية الأرجنتيني لويس ماريا دراغو في مذكرة دبلوماسية إلى الولايات المتحدة. نصّ هذا المبدأ على أن مجرد عدم سداد الدين الوطني لا يُبرّر التدخل الأجنبي، وخاصةً من قِبَل قوة من خارج نصف الكرة الغربي. جاء هذا المبدأ ردًا على حصار القوى الأوروبية لفنزويلا، والذي حدث بعد تخلفها عن سداد ديونها. قبلت واشنطن مبدأ دراغو واستخدمته. ولمنع المزيد من التدخلات، سيطرت الولايات المتحدة على جمارك العديد من دول أمريكا اللاتينية لضمان سداد الديون لأوروبا.
كان دراغو يستجيب للتوتر بين مبدأ مونرو الذي يمنع أوروبا من التدخل، والمطالبة الأوروبية بسداد الديون. وقد افترض مبدأ مونرو مبدأ المساواة في السيادة الذي لطالما أيدته الولايات المتحدة. ونصّ صراحةً على أنه لا يجوز لأي قوة أجنبية، بما في ذلك الولايات المتحدة، استخدام القوة ضد دولة في نصف الكرة الغربي لتحصيل ديونها الحكومية. 
في عام 1904، أصدرت الولايات المتحدة لازمة روزفلت رداً على مبدأ دراغو، وأكدت على حق الولايات المتحدة في التدخل في أمريكا اللاتينية لصالح الأعمال التجارية الأمريكية واستقلال أمريكا اللاتينية عن القوى الأوروبية.
تم اعتماد نسخة معدلة، تُعرف باسم اتفاقية بورتر نسبةً إلى هوراس بورتر، في لاهاي عام 1907، وأضافت أنه يجب دائمًا استخدام التحكيم والتقاضي أولاً.   

## تاريخ
انبثقت هذه الفكرة من أفكار كارلوس كالفو في كتابه "القانون الدولي النظري والعملي لأوروبا وأمريكا"، المعروف باسم عقيدة كالفو. اقترح هذا المبدأ حظر التدخل الدبلوماسي قبل استنفاد الموارد المحلية.
كان مبدأ دراغو بحد ذاته ردًا على تصرفات بريطانيا وألمانيا وإيطاليا، التي فرضت حصارًا على فنزويلا عام 1902 ردًا على رفض الحكومة الفنزويلية سداد ديونها الخارجية الهائلة التي تراكمت في ظل إدارات سابقة قبل تولي الرئيس سيبريانو كاسترو السلطة. وقد فاجأ وزير الخارجية جون هاي الإشارة إلى مبدأ مونرو، وتأخر ستة أسابيع قبل أن يرد مستشهدًا برسالة ثيودور روزفلت السنوية إلى الكونغرس عام 1901: "لا نضمن لأي دولة عدم التعرض للعقاب إذا أساءت التصرف". 
كان روزفلت نفسه، على الرغم من أنه أشاد بمبدأ دراغو في السنوات اللاحقة، قد كتب في وقت سابق بصفته نائبًا للرئيس إلى الدبلوماسي الألماني هيرمان سبيك فون ستيرنبرج أنه "إذا أساءت أي دولة في أمريكا الجنوبية التصرف تجاه أي دولة أوروبية، فلتعاقبها الدولة الأوروبية". 
استخدمت فنزويلا مبدأ دراغو كذريعة لتصويتها لصالح الأرجنتين في اجتماع منظمة الدول الأمريكية بشأن أزمة الديون الأرجنتينية والتي شاركت فيها شركة NML Capital.

## قراءة إضافية
- دراغو، لويس م.، وإدوارد هـ. نيتلز. "مبدأ دراغو في القانون والسياسة الدوليين". مجلة المراجعة التاريخية الأمريكية الإسبانية 8.2 (1928): 204-223. متوفر على الإنترنت.

- هيرشي، آموس س. "مبدأا كالفو ودراغو". المجلة الأمريكية للقانون الدولي ، المجلد 1.1 (1907): 26-45. متاح على الإنترنت.
- سكارفي، خوان بابلو. "باسم الأمريكتين: إعادة تعريف مبدأ مونرو على مستوى عموم أمريكا واللغة الناشئة للقانون الدولي الأمريكي في نصف الكرة الغربي، ١٨٩٨-١٩٣٣". التاريخ الدبلوماسي ٤٠.٢ (٢٠١٦): ١٨٩-٢١٨. متاح على الإنترنت.
- وولسي، تي إس (١٩٢١). " دراغو ومبدأ دراغو ". المجلة الأمريكية للقانون الدولي . ١٥ (٤): ٥٥٨-٥٥٩